# Dolmen del prado de Lácara
El dolmen del prado de Lácara es un monumento megalítico del tipo sepulcro de corredor. Está situado en la provincia de Badajoz junto a la carretera EX-214, que une Aljucén con La Nava de Santiago, a cuyo término municipal pertenece. Se trata de un notable sepulcro megalítico, construido durante el Neolítico final, hacia el ocaso del IV milenio a. C. o inicios del III milenio a. C. Es uno de los más monumentales conservados en el foco alentejano-extremeño, motivo por el que fue declarado bien de interés cultural en 1912 y Monumento Nacional en 1931.

## Ubicación
En consonancia con otros megalitos extremeños, el de Lácara se encuentra ubicado en un entorno natural de dehesa de encinas, de suave relieve, ocupando un pequeño cerro que se eleva sobre el paraje circundante y próximo a varias corrientes de agua, entre las que destaca el río Lácara, que discurre al este del monumento. En el entorno abundan los afloramientos graníticos que en su momento proporcionaron la materia prima necesaria para edificar el sepulcro. Estas particularidades de su emplazamiento han hecho pensar a investigadores como Enrique Navascués que además de lugar de enterramiento y símbolo del pueblo que lo erigió, estos megalitos pudieron ser también demarcadores territoriales o hitos de referencia en la ordenación de este territorio en la prehistoria. También se ha especulado con su ubicación estratégica en relación con caminos y zonas de paso.
A pesar de todas las teorías, lo cierto es que este megalito se halla relativamente aislado, pues los dólmenes más cercanos, como el de Carmonita o la Cueva del Monje, distan entre 13 y 15 km a vuelo de pájaro, lo que dificulta establecer que formara parte de un conjunto organizado de enterramientos colectivos. En cualquier caso, se suele considerar que los dólmenes de las cercanías de Mérida pueden constituir una prolongación oriental del denso núcleo megalítico de Alburquerque-Villar del Rey-La Roca de la Sierra, según se deduce de su posición geográfica.

## Descripción y contenido

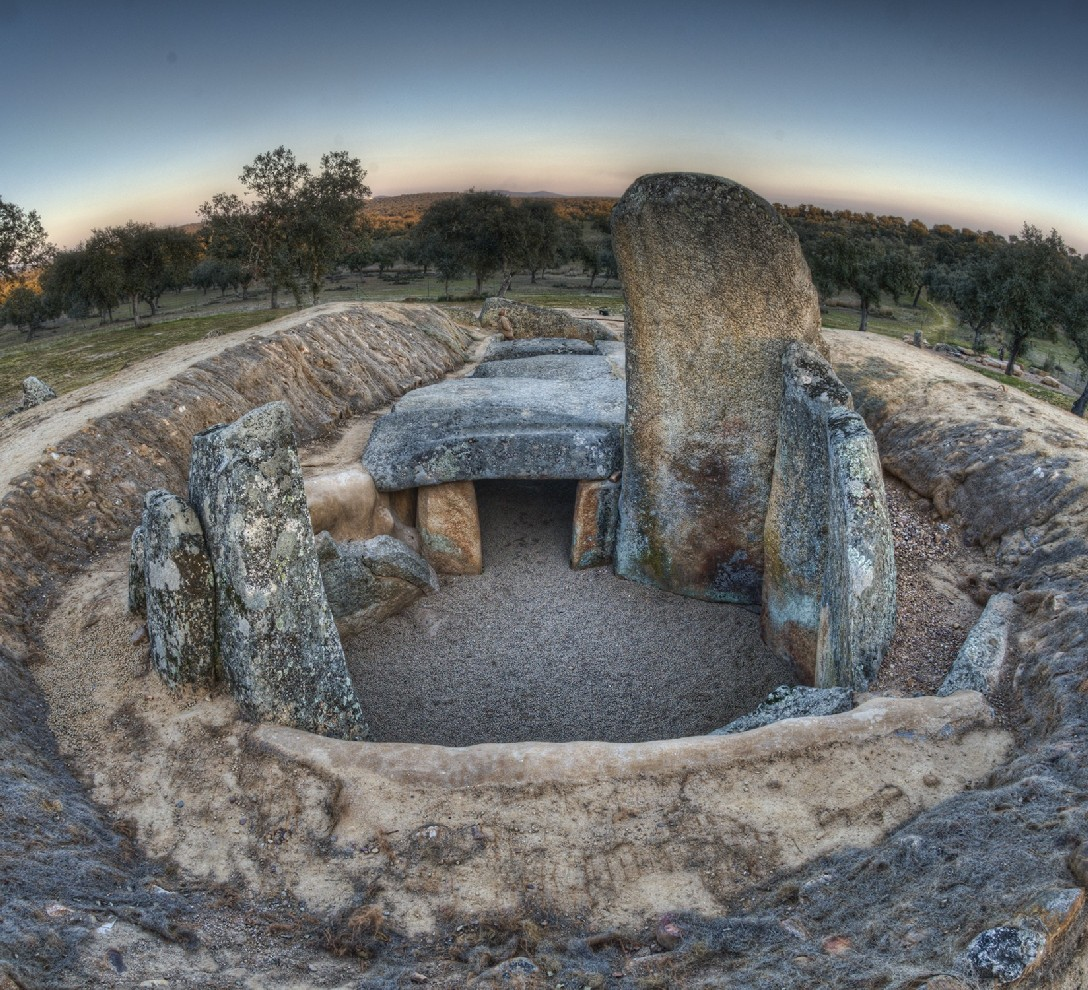
Vista del dolmen.

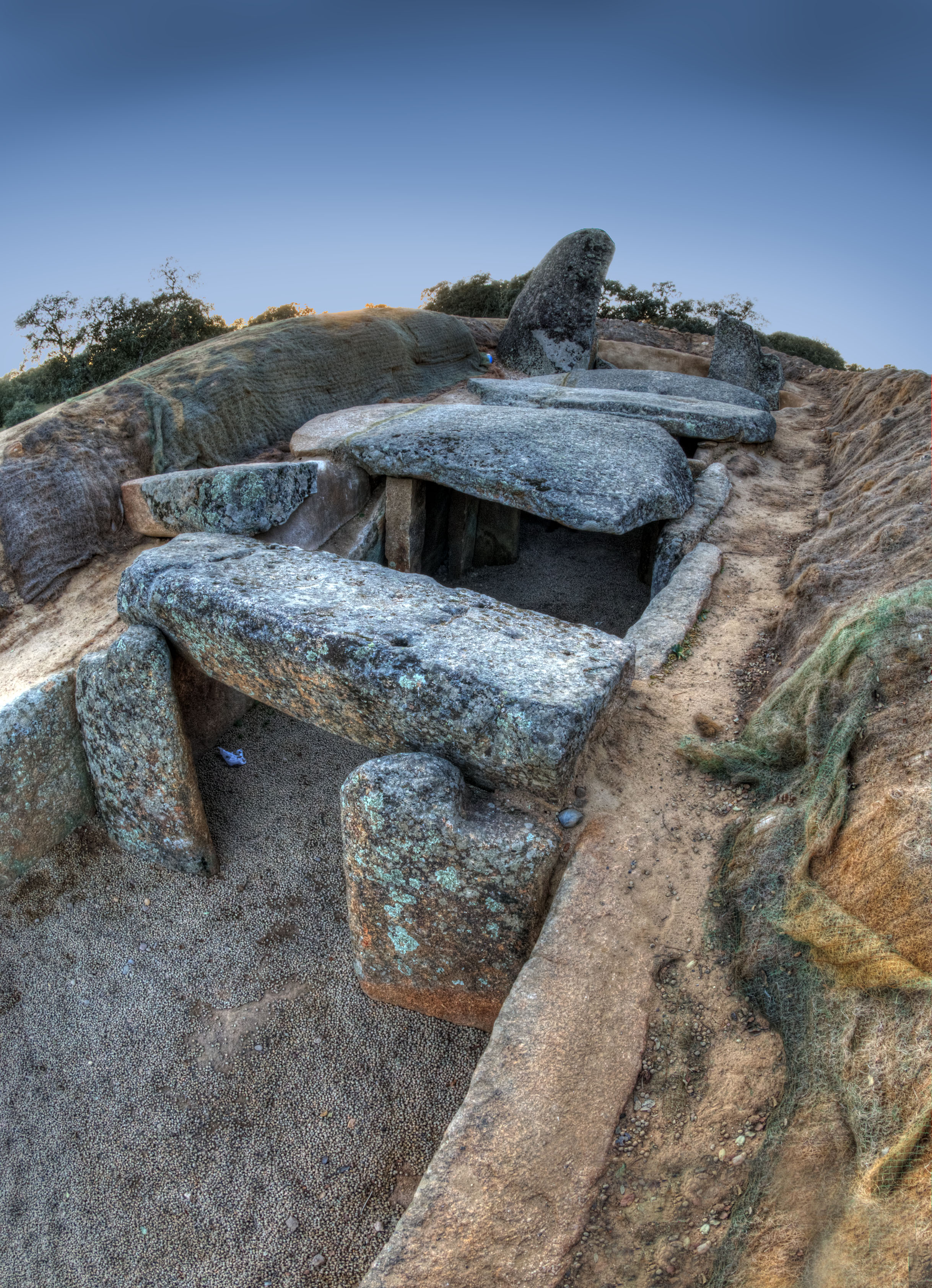
Vista superior del corredor

El de Lácara es un dolmen del tipo más común en la comunidad extremeña, pues se trata de un sepulcro de corredor largo y bien desarrollado, el de mayores dimensiones que se ha documentado en la región. La cámara, o estancia destinada a los enterramientos colectivos, es un espacio de planta poligonal, cercano a la forma circular, con un diámetro de cinco metros. Está formado por siete grandes losas u ortostatos de granito hincados verticalmente, que apoyan unos sobre otros hasta llegar al central de mayor altura, que actúa a modo de clave y sostiene el entramado. El único ortostato que permanece íntegro porque resistió la voladura con dinamita tiene 5,2 m de altura, se sitúa justo a la izquierda de la única entrada y es un buen indicador de la enorme envergadura original de este espacio monumental. Los ortostatos fueron tallados con forma cóncava y además se colocaron con cierta inclinación hacia el punto central, de tal manera que se facilitara la colocación de una gran losa que servía de cubierta de la cámara, hoy perdida. En el suelo de esta estancia se conservaron fragmentos del resto de bloques, actualmente ubicados unos metros a las afueras del dolmen.

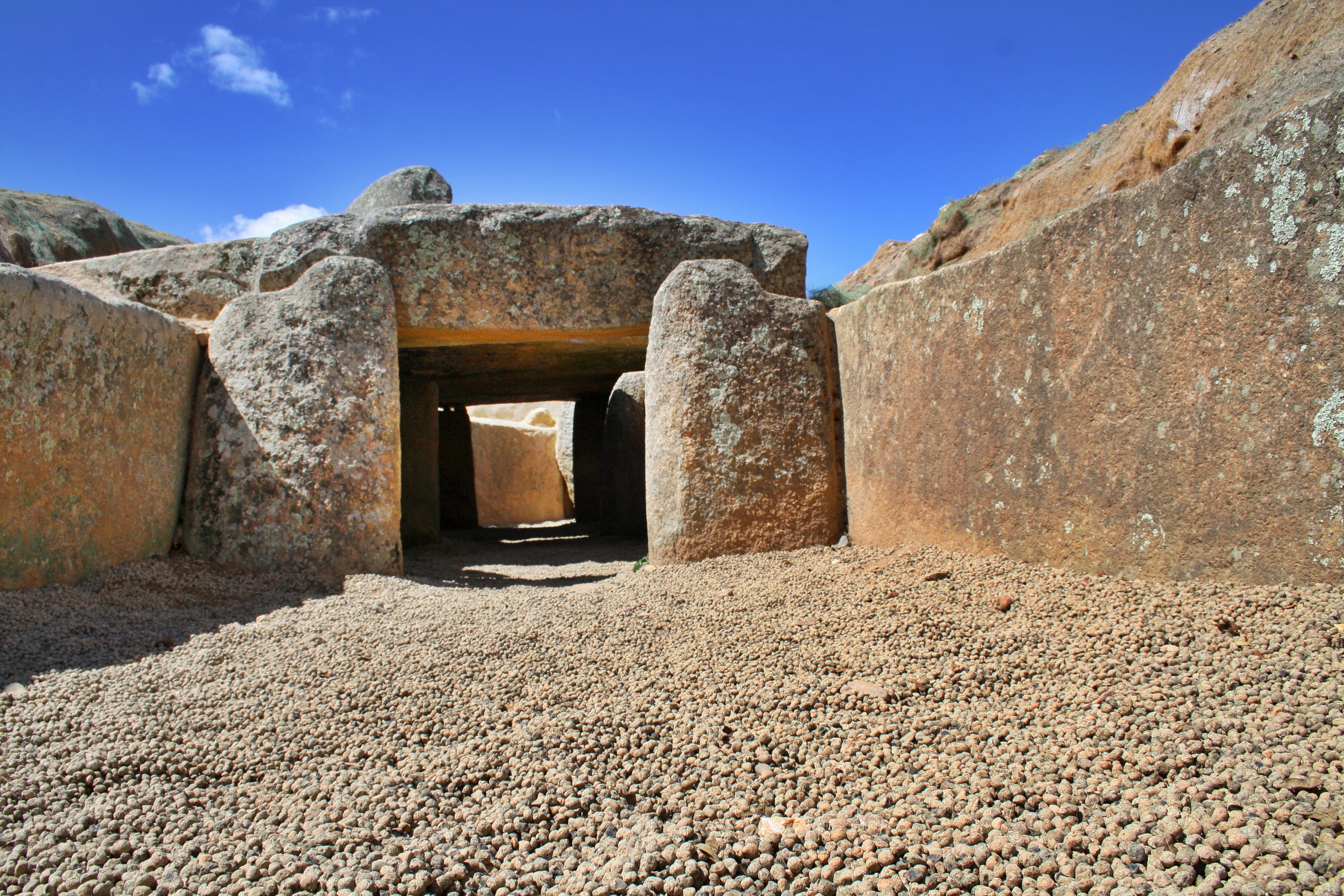
Vestíbulo del dolmen

La cámara y el corredor de acceso tienen casi veinte metros de longitud y están orientados en dirección este-oeste. El corredor está dividido en tres tramos —un atrio y dos antecámaras—, bien delimitados mediante parejas de losas verticales a ambos lados, a modo de jambas que estrechan el paso entre ellas. El atrio junto a la entrada es una especie de vestíbulo de planta trapezoidal, probablemente sin cubierta en origen, que actúa como rampa de acceso a la primera antecámara y quizá también como espacio ceremonial destinado al depósito de ofrendas. Las dos antecámaras son estructuras adinteladas con una altura que varía entre 1,1 y 1,6 metros, y que se estrechan ligeramente conforme nos aproximamos a la cámara final.
Quedan todavía vestigios del túmulo de tierra que recubría casi todo el edificio descrito, por lo que es posible conocer su aspecto y dimensiones originales. Era por tanto un promontorio artificial de planta elíptica, elaborado a base de tierra rojiza y cantos rodados, en el que todavía se pueden observar algunas de las piedras que, a modo de muro anular de contención, rodeaban el borde exterior. Su diámetro oscila entre los 28 y los 35 metros, mientras que su altura actual es de 3,5 m, aunque en origen debieron ser bastantes más.
La utilización continuada del dolmen y los diversos expolios que ha sufrido impiden establecer una estimación del número de cadáveres que llegó a albergar, o las características de los ajuares funerarios completos. Junto a pequeños fragmentos de hueso, carbonizados por los fuegos realizados con posterioridad, la excavación arqueológica del dolmen proporcionó diversos objetos, aunque descontextualizados. Se trata de piezas de ajuar habituales en estos sepulcros colectivos: recipientes cerámicos de forma esférica o semiesférica, abundante industria lítica tallada como cuchillos y alabardas de sílex, un centenar de puntas de flecha de diversos materiales, objetos de adorno personal como colgantes y cuentas de collar o dos puntas de cobre. Asimismo, se halló un interesante ídolo placa de pizarra, de forma rectangular con los bordes redondeados, decoración incisa en su cara anterior y tres perforaciones superiores. Por último, las excavaciones también proporcionaron gran cantidad de trozos de ocre, probablemente utilizado en rituales funerarios.

## Historia
Los restos hallados en su interior sitúan la creación de este enterramiento por parte de comunidades del Neolítico final, hacia el ocaso del IV milenio a. C. o inicios del III milenio a. C., con reutilizaciones en enterramientos posteriores del Calcolítico a lo largo del III milenio a. C., lo cual es testimonio de la enorme perduración de los ritos funerarios asociados al megalitismo. Incluso algunos elementos hallados, como restos de cerámica campaniforme, las puntas de palmela de cobre o las alabardas, apuntan a una ocupación todavía más tardía de este sepulcro de corredor.
El conjunto megalítico ha sido reutilizado en diversos períodos históricos, pues fue usado como vivienda en época romana y medieval, algo que afectó irreversiblemente a los enterramientos y ajuares que se depositaron originalmente en su interior. De igual modo, su estructura pétrea ha sufrido diversos atentados, como servir de cantera y ser dinamitado a finales del siglo XIX, suceso que recoge José Ramón Mélida en su Catálogo Monumental y que ha dejado señales como los orificios para los barrenos o cuñas de rotura que se ven en varias piedras de la cubierta. Afortunadamente, su robustez y el hecho de que estos eventos únicamente afectaron a algunas partes, como la sufrida cámara, han permitido que todavía hoy pueda imaginarse su imponenente aspecto primigenio.
La existencia de este dolmen se conoce desde hace siglos y hay referencias bibliográficas del mismo desde finales del siglo XIX, la más antigua de las cuales se debe al erudito Vicente Barrantes, que dio noticia de su existencia en 1875 y afirmó que se trataba de «uno de los más raros y notables monumentos de la Edad de Piedra». Mélida lo visitó en 1908 y 1912, tras lo cual consiguió que en 1931 fuera declarado Monumento Nacional. En 1950 los geólogos Ismael Roso de Luna y Francisco Hernández-Pacheco lo mencionaron brevemente en un estudio geológico de la zona, mientras que en 1956 el arqueólogo alemán Georg Leisner y su esposa Vera lo incluyeron en un catálogo de dolmenes. Su excavación sistemática se produjo entre 1957 y 1958 bajo la dirección del arqueólogo turolense Martín Almagro Basch.